# NS série 6000
Les série 6000 sont des locomotives à vapeur de disposition Baltic (232T) des Nederlandse Spoorwegen utilisées sur des trains omnibus et express. 26 de ces locomotives ont été livrées aux Chemins de fer de l'État néerlandais (SS) tandis que 14 autres, réquisitionnées par l'armée britannique pour circuler en France, sont devenues les 232T 3.871 à 884 des Chemins de fer du Nord.

## Histoire

### Genèse
En 1910, le réseau des Staatsspoorwegen est parcouru par un nombre croissant de trains omnibus de fort tonnage, mettant à rude épreuve les locomotives existantes à deux essieux moteurs des séries 267-274 et 531-545, conçues pour les trains légers. Il existait aussi nombre d'express desservant des villes peu espacées, confiées à d'anciennes locomotives à tender séparé de disposition 120 et 220. La compagnie hollandaise HSM possédait déjà plusieurs séries de locomotives-tender plus modernes, à deux essieux également, mais un autre modèle des Staatsspoorwegen représentait la source d'inspiration idéale : les Ten wheel à tender séparé de la série 700, mises en service à partir de 1910. Ces puissantes locomotives s'imposaient alors en tête des trains de voyageurs les plus lourds et en service marchandises. Les ingénieurs des SS cherchent donc à mettre au point une locomotive-tender inspirée des 700, capables de circuler dans les deux directions à la même vitesse.

### Mise au point
Le principal obstacle à la réalisation d'une version tenderisée de la série 700 était le poids additionnel des réserves d'eau et de charbon, incompatible avec la limite de 16 t par essieu alors en vigueur aux Pays-Bas. La solution a été trouvée en passant de quatre cylindres à deux, supprimant la distribution extérieure. Cet arrangement limitait la puissance maximale et l'équilibrage des masses, mais les performances restaient satisfaisantes dans leur domaine d'action.

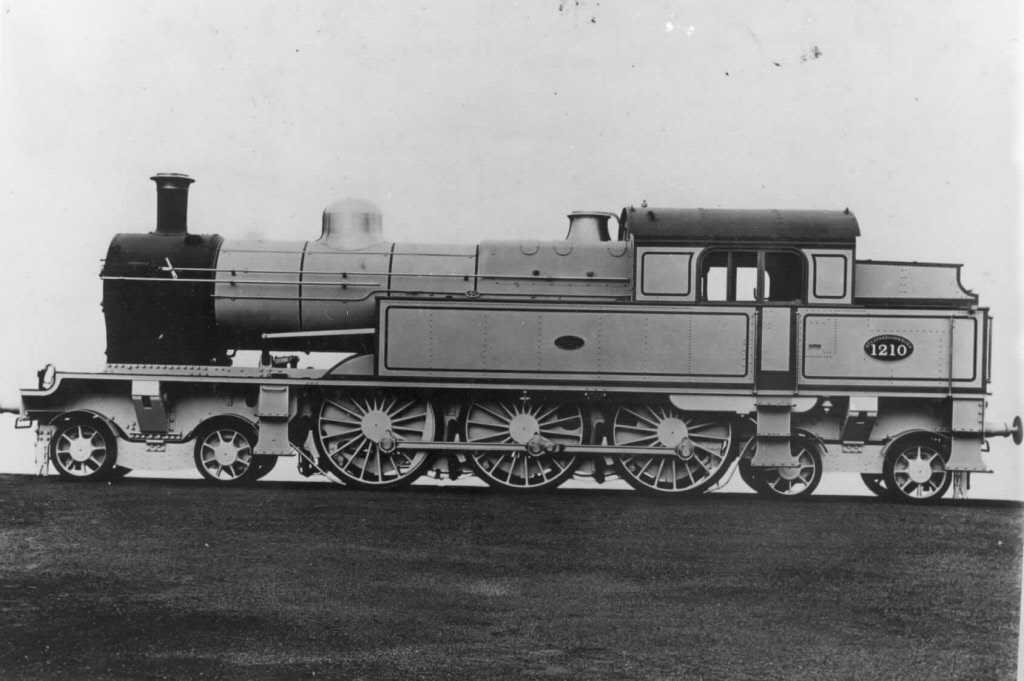
Vue de profil de la 1210 en livrée d'apprêt.

Comme les locomotives de la série 700 (futures 3700), ces locomotives sont à simple expansion avec un surchauffeur Schmidt et des roues de 1 850 mm ; les dimensions de la chaudière et le nombre de tubes différent sensiblement.
Une commande de 40 exemplaires est passée à la société britannique Beyer-Peacock qui ont déjà livrés 38 machines de la série 700.

### Construction
Beyer-Peacock réalise les 40 locomotives de la série 1201 à 1240 en deux lots (numéros constructeur 5674-5679 et 5843-5876). Les premières arrivent par bateau en septembre 1913. La survenue du Premier conflit mondial va toutefois impacter leur livraison, bien que les Pays-Bas soient restés une nation neutre.
Intervenant sur le continent européen en réaction à l'invasion de la Belgique, les troupes armées du Commonwealth se retrouvent à soutenir les combats sur la ligne de front dans le Nord de la France et doit mettre au point toute une chaîne d'approvisionnement utilisant les chemins de fer français et belges entre les ports de la Manche et les dépôts de vivres et de munitions. Le matériel ferroviaire mis à disposition par la France et le Gouvernement belge en exil est fortement insuffisant et le Railway Operating Division (ROD), qui réquisitionne du matériel roulant appartenant aux compagnies de chemin de fer britanniques, cherche à se procurer de nouvelles locomotives par n'importe quel moyen en attendant la livraison de locomotives neuves commandées directement à des constructeurs anglais et américains. C'est ainsi que 14 locomotives de la série 1200 des SS ainsi, 10 machines de disposition 140 destinées aux Chemins de fer du gouvernement de la Nouvelle-Galles du Sud et dix 030T de manœuvres prévues pour les docks et canaux sont rachetées à leurs fabricants sur les chaînes de montage et attribuées aux troupes du Génie. Prévues pour porter les numéros 1220-1222, 1226-1230 et 1232-1237, les 232T hollandaises du ROD sont numérotées 1 à 12 et 14 à 15 — il n'y a pas de numéro 13 — et affectées en France à la tête de trains de toute nature : permissionnaires, blessés, trains de voyageurs ordinaires et probablement des marchandises.

### Carrière et services effectués
À l'issue de la guerre, les locomotives empruntées par le ROD à des compagnies anglaises et belges sont restituées à leurs propriétaires et les autres sont vendues comme surplus. La Compagnie des chemins de fer du Nord rachète les 14 232T hollandaises, renumérotées 3.871 à 884. Elles circuleront en banlieue parisienne puis dans le nord de la France jusqu'en 1954.
Les Staatsspoorwegen ont réceptionné leur dernière locomotive de la série le 6 janvier 1916. Les 14 exemplaires manquants ne seront pas remplacés, limitant la série à 14 exemplaires numérotées 1201 à 1240, avec des lacunes. À l'inverse, la série 3700 est portée à 120 exemplaires grâce à la construction de locomotives supplémentaires aux Pays-Bas et en Allemagne de 1913 à 1928. La mise en commun du matériel des compagnies SS et HSM se traduit par une renumérotation des 1201 à 1240 qui deviennent la série 6000 (6001 à 6026).
La facilité d’usage et les capacités d'accélération de ces puissantes locomotives leur permet de remorquer des trains express, y compris les internationaux venant d'Allemagne à destination du port de Hoek van Holland. Elles remorquent des omnibus composés de plus de dix voitures à bogies ainsi que des trains constitués de matériel plus léger.
En 1929, de nouvelles locomotives tender basées sur la série 3700 sont mises en service. Grâce au renforcement des ponts et des voies, ces dix locomotives série 6100 disposent de quatre cylindres et leurs dimensions sont plus généreuses. Elles remorqueront des trains de voyageurs très lourds.

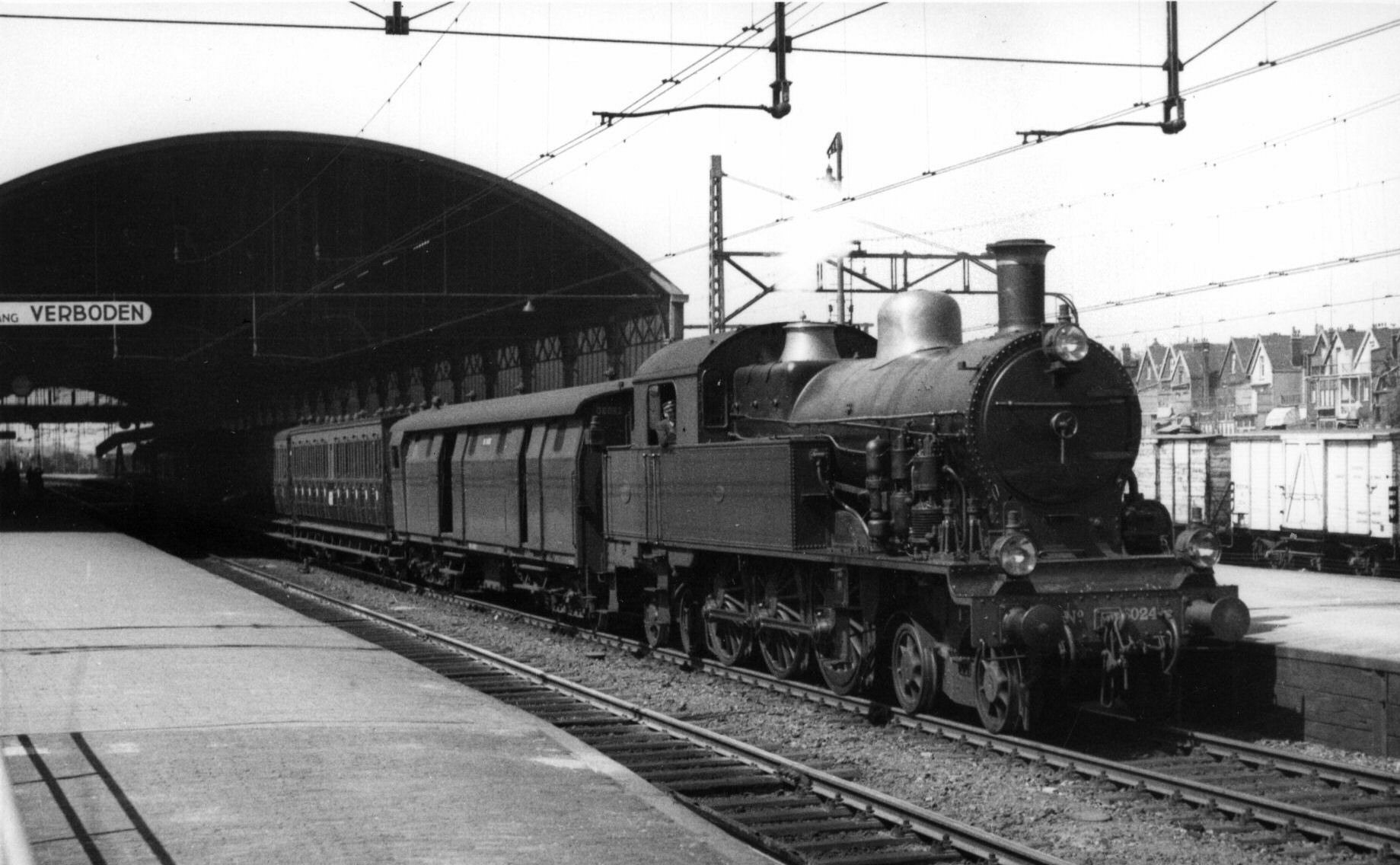
La 6024 à Rotterdam Delftsche Poort en 1935.
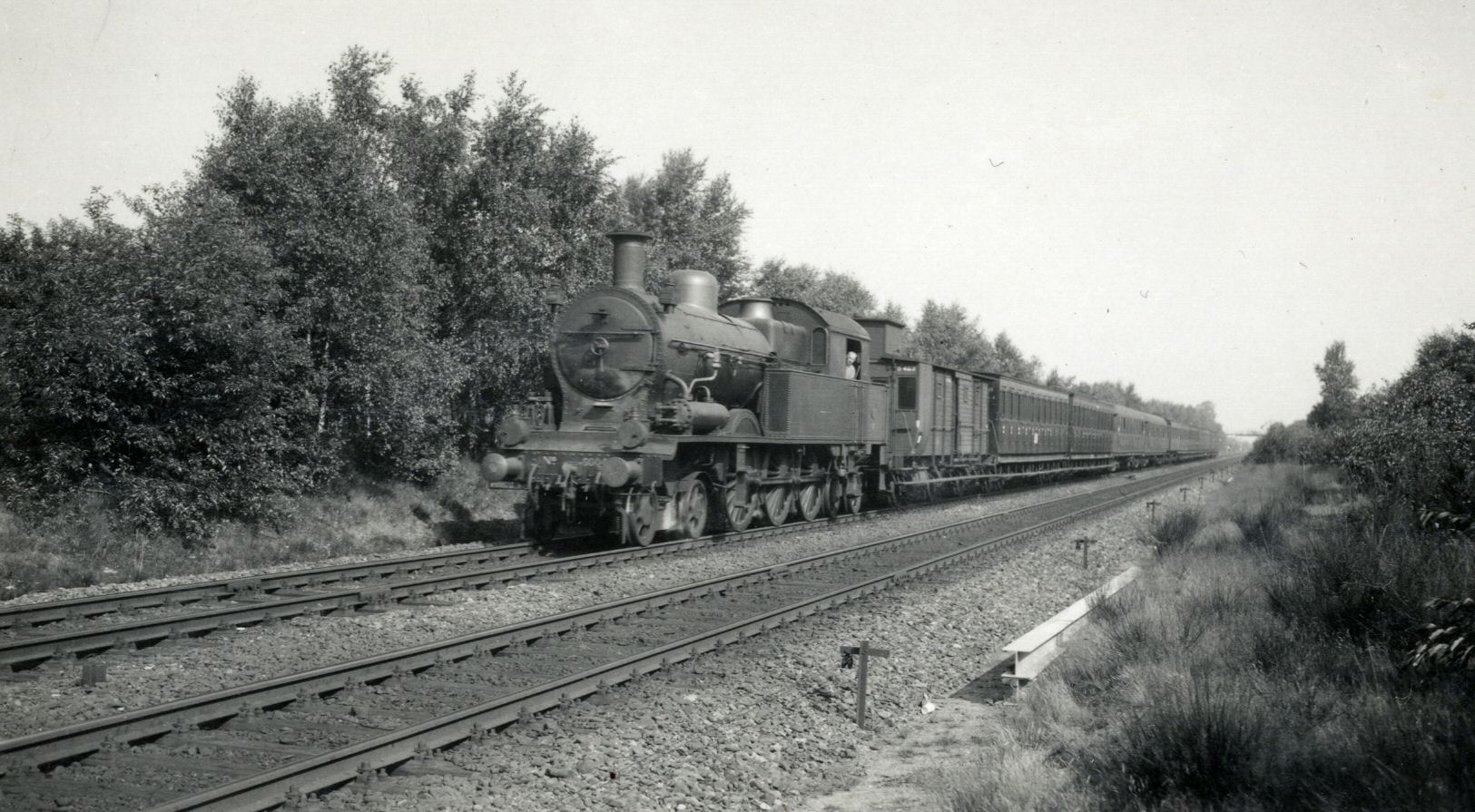
La 6004 remorquant une longue rame de voitures en bois (avec deux métalliques) en 1940.
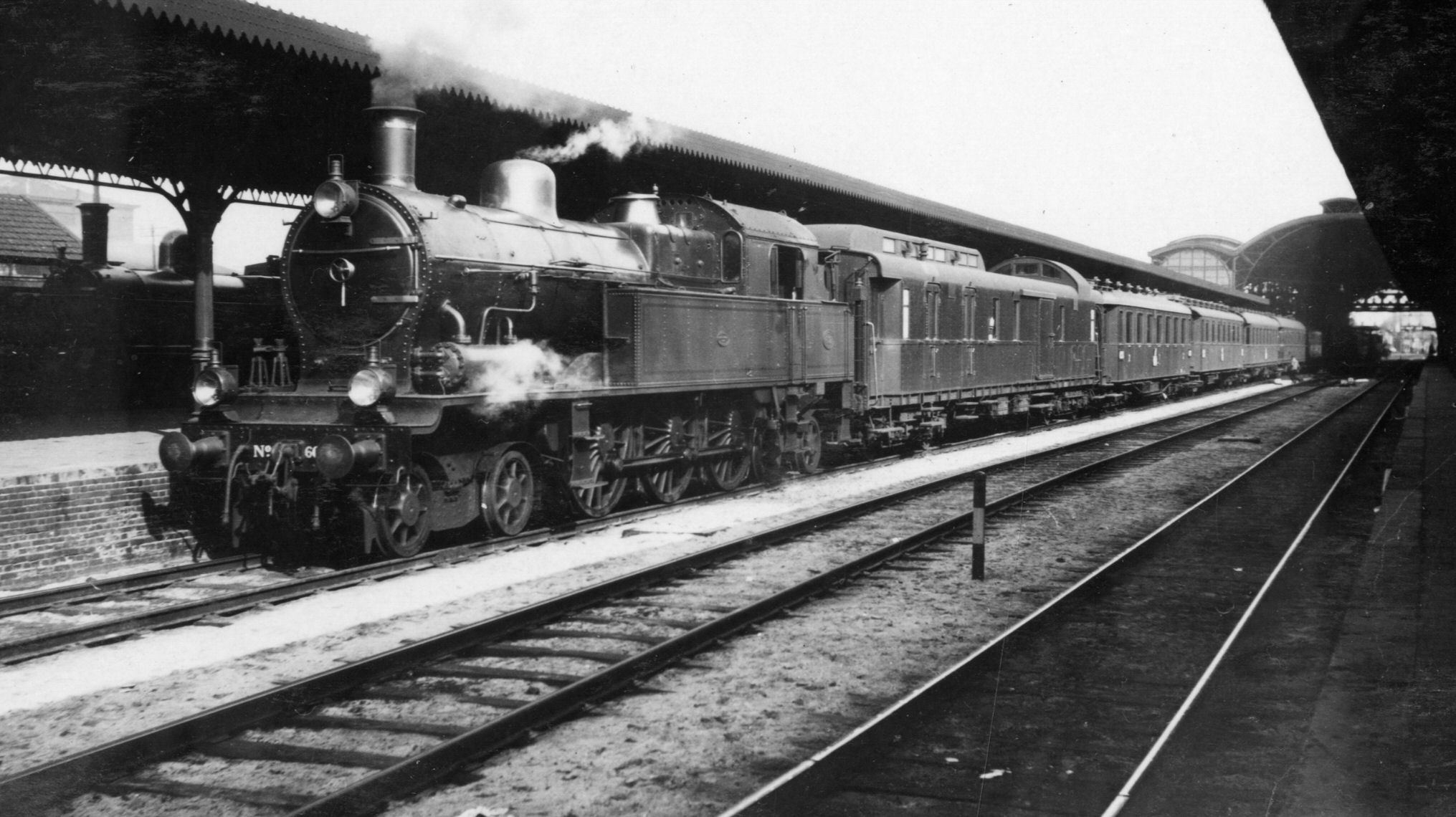
La 6021 à Utrecht, avec un train reliant Hoek van Holland à l'Allemagne.

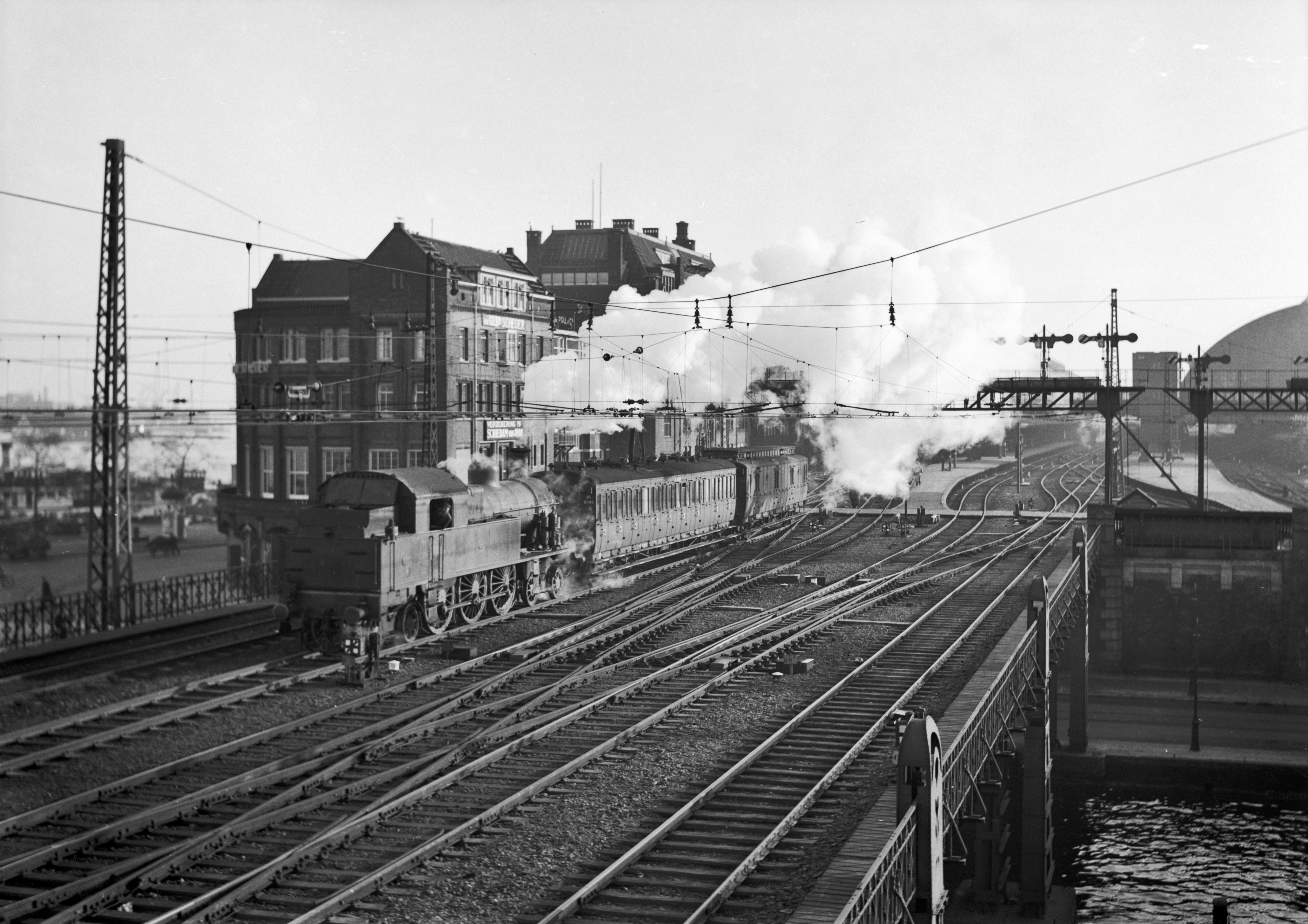
Une 6000 tender en avant effectuant des manœuvres à Amsterdam en 1940.
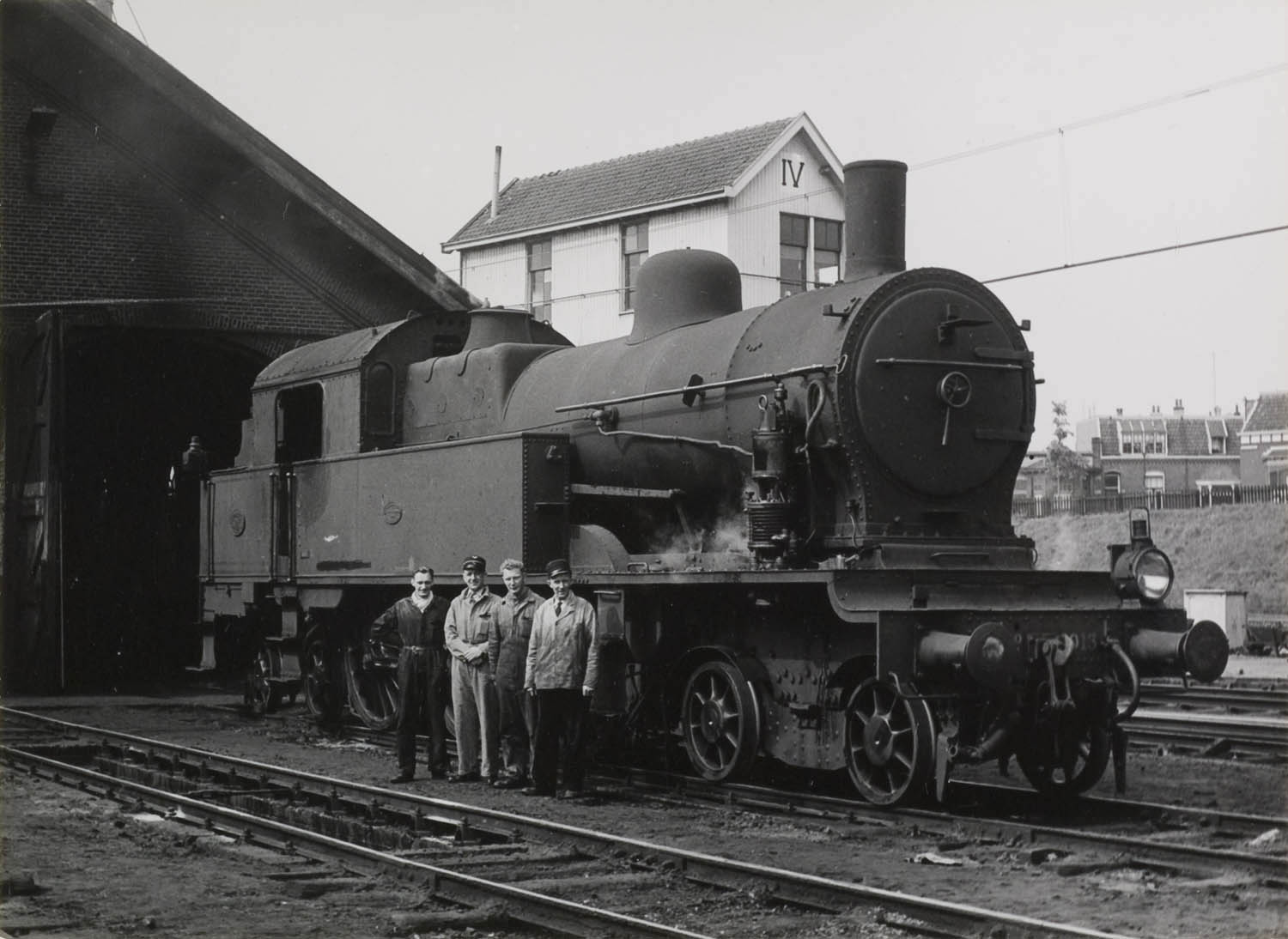
La 6013 en mai 1957 peu avant sa démolition.

L'électrification du réseau néerlandais, qui s'accroit dans les années 1930 et reprend au lendemain de la guerre, réduit le terrain d'action des locomotives à vapeur. Six locomotives sont rayées des effectifs en 1947. Celles en bon état sont retirées de la circulation entre 1954 et 1957, quelques mois avant la fin officielle de la vapeur aux Pays-Bas qui signe également la fin des voitures à carrosserie en bois.
Aucune locomotive de la série 6000 n'est préservée. Celles affectées à la SNCF se sont éteintes vers 1954.